# Pakapaka (canal de televisión)
Pakapaka es un canal de televisión abierta argentino enfocado a la audiencia preescolar, infantil y juvenil. Lanzado originalmente el 17 de septiembre de 2010, es propiedad de Contenidos Artísticos e Informativos S.A.U.  y operado por la Secretaría de Medios y Comunicación Pública.
Pakapaka está dirigido a chicos de 2 a 12 años, e incluye microprogramas, documentales y dibujos animados. La propuesta consiste en una señal infantil con contenidos de alta calidad orientados a educar y a entretener, abierto a la cultura de todos los sectores de Argentina y a distintas expresiones alrededor del mundo.
La voz pakapaka en idioma quechua significa «escondite» o «juego de niños», referido al juego de escondidas. El nombre correspondía originalmente a la franja infantil en el canal Encuentro, y luego se convirtió en el primer canal infantil público y educativo de origen argentino y estatal.

## Historia
Pakapaka era la franja infantil en el canal educativo  Encuentro, y luego se convirtió en el primer canal infantil público y educativo del país. En cuanto señal educativa, pertenecía al Ministerio de Educación de la República Argentina. Fue lanzado por la presidenta Cristina Fernández de Kirchner como parte de la por entonces política en materia de comunicación —que también incluía la creación de otros canales educativos como TEC TV— y como cumplimiento de la ley de medios que exigía una porción de la programación esté orientada a los niños.
Su primer transmisión de prueba fue el 9 de septiembre de 2010, y desde el 17 de septiembre de 2010 a través de la Televisión Digital Abierta, disponible de forma gratuita para todas las cableoperadoras.
En 2011, fue incluido en la grilla de DirecTV de 7 a 19 horas.
A partir de enero de 2014, Pakapaka fue incluido en la grilla del paquete básico de Cablevisión, luego de reiterados pedidos de la aplicación del artículo 65 de la Ley de Servicios de Comunicación Audiovisual que establecía que los prestadores de TV paga debían incluir en su grilla todas las emisoras y señales públicas del Estado nacional y todas aquellas en las que el Estado tenga participación. De esta forma el canal aumenta su llegada a más de 3 millones de abonados.
En febrero de 2015, DirecTV incluyó en su grilla las 24 horas a Pakapaka junto a otras señales estatales como INCAA TV y DeporTV. Lo hizo después de que su propia audiencia presentara unos ochenta reclamos ante la Defensoría del Pueblo. Según un comunicado oficial de la Defensoría, cincuenta de los ochenta reclamos estaban relacionados con la inclusión de Pakapaka.
Un año después de que ganara la presidencia Mauricio Macri, en noviembre de 2016, se cambió la estética del canal incluyendo su logo y eslogan. El 7 de diciembre de ese año se promulgó el decreto 1222/16 que incorporaba Pakapaka, junto a las señales Encuentro, DeporTV, Acua Mayor y Acua Federal, así como también el Banco Audiovisual de Contenidos Universales Argentino (Bacua) al Sistema Federal de Medios y Contenidos Públicos, creando la empresa estatal "Contenidos Públicos S.E." con el objeto de llevar a cabo la gestión, operación, desarrollo y explotación de esas señales y de cualesquiera otras que las reemplacen o se creen dentro del Sistema.
En 2018, el canal fue excluido del paquete básico de Cablevisión al paquete digital de la cableoperadora, lo que generó polémica y rechazo por parte de los suscriptores.
En 2020, con el contexto de la suspensión de clases presenciales por la pandemia de COVID-19, se llegó al acuerdo entre Cablevisión y el Sistema Federal de Medios y Contenidos Públicos para devolver el canal a la grilla.
Tras la llegada de Javier Milei a la presidencia en 2023, comenzó a debatirse en el Congreso la llamada Ley Bases y Puntos de Partida para la Libertad de los Argentinos. El proyecto legislativo oficial, en su redacción original, incluía la privatización de Contenidos Públicos S.E., pero el bloque oficialista terminó eliminando este punto del proyecto de ley como parte de la negociación para obtener los votos de legisladores de otros partidos. La Ley Bases se aprobó en junio de 2024 y un mes después se dictó el Decreto 644/204 que dispuso la conversión de las Sociedades del Estado a la nueva figura de Sociedad Anónima Unipersonal. De este modo el antiguo "Contenidos Públicos S.E." se convirtió en "CONTENIDOS ARTÍSTICOS E INFORMATIVOS S.A.U.". Tras esta conversión, en agosto del mismo año una nueva cuenta de X para el canal Pakapaka y se cambió el logo del mismo, prometiendo novedades a futuro.
El 22 de mayo de 2025, se anunció la nueva programación para julio de ese año, destacándose adquisición de series como Tuttle Twins y animes clásicos como Dragon Ball Z, Dragon Ball GT, Dragon Quest y World Trigger. Dicha programación, que vino incluido con un cambio de imagen, finalmente se estrenó el 17 de agosto de ese año. En anticipación a ello, dejaron de emitirse episodios de Zamba y Caídos del mapa y, según reportó TVLaint, la grilla se encontraba desactualizada.

## Premios
2012
- Premio del Concurso Serie de Documental para TV Pública y/o Comunitaria por Misión Aventura entregado por el INCAA[20]
  - Mejor programa infantil por Cazurros al cuadrado en los Martín Fierro[21]

2013
- Mejor Serie de Ficción y No–ficción hasta los 6 años por De cuento en cuento en la sexta edición del Festival ComKids Prix Jeunesse Iberoamericano
- Tercer mejor audiovisual hasta los 6 años por Jugando con el agua en la sexta edición del Festival ComKids Prix Jeunesse Iberoamericano
- Mejor Serie de Ficción de 7 a 11 años por El mundo animal de Max Rodríguez  en la sexta edición del Festival ComKids Prix Jeunesse Iberoamericano
- Tercer Mejor Serie de Ficción de 7 a 11 años por La asombrosa excursión de Zamba en la Casa Rosada en la sexta edición del Festival ComKids Prix Jeunesse Iberoamericano
- Tercer Mejor Serie de No–ficción de 7 a 11 años por La lleva Internacional en la sexta edición del Festival ComKids Prix Jeunesse Iberoamericano
- Preferidos del Jurado Infantil por Dibuje maestro en la sexta edición del Festival ComKids Prix Jeunesse Iberoamericano
- Tercer mejor No–ficción de 12 a 15 años por Vivir juntos en la sexta edición del Festival ComKids Prix Jeunesse Iberoamericano

2014
- Mejor Producción Educativa Infantil por El asombroso mundo de Zamba en la segunda edición de los Premios Televisión América Latina[22]
- Premio Pregonero a Periodismo Televisivo por Zona de cuentos en la 24° Feria del Libro Infantil y Juvenil[22]
- Mejor programa infantil por Cuando hay equipo en los premios Nuevas Miradas en la Televisión[23]
- Mejor Animación por De cuento en cuento en los premios Nuevas Miradas en la Televisión[23]

2015
- Mejor micro por Así soy yo[24]
  - Mejor serie para Preescolar por Amigos en la 18.ª edición del festival internacional de animación y crossmedia[25]
  - Mejor ficción hasta los 6 años por Cuentos del árbol en la séptima edición del Festival ComKids-Prix Jeunesse Iberoamericano[26]
    - Segunda Mejor ficción hasta los 6 años por Amigos en la séptima edición del Festival ComKids-Prix Jeunesse Iberoamericano[26]

  - Mejor no-ficción hasta los 6 años por Sale, que... en la séptima edición del Festival ComKids-Prix Jeunesse Iberoamericano[26]
  - Mejor programa infantil por Veo veo II en los premios Nuevas Miradas en la Televisión[27]
- Mejor animación por Los buñuelos en los premios Nuevas Miradas en la Televisión[27]

2016
- Mejor programa infantil por La asombrosa clase de Zamba sobre la memoria en los Martín Fierro[28]